# Conducteur (transports)
Pour les articles homonymes, voir Conducteur.
Dans les transports publics, le conducteur est la personne chargée de la conduite d'un véhicule.

Le conducteur peut aussi parfois contrôler les titres de transport (selon les réseaux).
D'après l'ETSC, les travailleurs de l'économie gig se trouvent confrontés à des facteurs de risques routier, tels qu'une formation inadéquate, un modèle de rémunération qui presse le conducteur d'aller plus vite, et de travailler malade, l'absence de supervision des conditions de sécurité du véhicule ou l'absence d'équipement de protection. Toutefois, la législation européenne pourrait pousser ces plateformes à considérer les travailleurs de ces plateformes comme des travailleurs normaux.